# Lana Turner
Lana Turner, geboren als  Julia Jean Mildred Frances Turner (Wallace (Idaho), 8 februari 1921 - Los Angeles, 29 juni 1995), was een Amerikaans actrice. Ze werd in 1958 genomineerd voor een Oscar voor haar hoofdrol als Constance MacKenzie in de dramafilm Peyton Place.
Turner kreeg in 1960 een ster op de Hollywood Walk of Fame.

## Biografie
Lana werd in Wallace geboren en werd heel haar vroegere leven Judy genoemd. Haar vader was John Virgil Turner en haar moeder Mildred Frances Cowan.
In 1936, toen ze 15 jaar was, werd ze ontdekt door William R. Wilkerson. Hij stelde haar voor aan Zeppo Marx, die destijds een agentschap voor acteurs leidde, en niet veel later had ze een contract bij MGM. In 1937 maakte ze haar filmdebuut in het drama They Won't Forget van Mervyn LeRoy, een regisseur aan wie ze werd voorgesteld door Zeppo Marx. Turner zou meerdere keren samenwerken met LeRoy die toen al een gevierd cineast was. Ze brak door met hoofdrollen in een remake van de dramatische horrorfilm Dr. Jekyll and Mr. Hyde (1941) en in de film noir Johnny Eager (1942). Tijdens de Tweede Wereldoorlog werd Lana een pin-up girl (postermodel). Ze werd in die tijd ook een aantal keren gecast in romantische drama's waarin ze Clark Gable als tegenspeler had. 
Na de oorlog vertolkte ze de rol van femme fatale in de film noir The Postman Always Rings Twice (1946), de verfilming van de roman van James M. Cain. 
In het begin van de jaren vijftig leek haar populariteit af te nemen, totdat ze in de hitfilm The Bad and the Beautiful (1952) te zien was. Andere succesfilms zoals Peyton Place (1957) en het Douglas Sirk-melodrama Imitation of Life (1959) volgden. In het melodrama Another Time, Another Place (1958) speelde ze een Amerikaanse journaliste die een relatie begint met de jonge Sean Connery, hier in zijn eerste rol van enige omvang. Het drama Madame X (1966) werd haar laatste succes. Haar laatste film werd in 1991 uitgebracht. Ze stierf in 1995 aan keelkanker.

## Relaties
Ze heeft relaties gehad met Tyrone Power, Howard Hughes en Johnny Stompanato. De laatste was een gangster en werd vermoord door Lana's dochter Cheryl Crane.
Ze trouwde acht keer:
- Op 13 februari 1940 trouwde ze met Artie Shaw. Ze scheidden op 12 september dat jaar.
- Stephen Crane was haar tweede man en zij trouwde twee keer met hem. Hun eerste bruiloft was op 17 juli 1942 en ze scheidden op 4 februari 1943. Ze trouwden weer een maand later, op 14 maart en kregen een dochter, Cheryl. Ze scheidden voorgoed op 21 augustus 1944.
- Op 26 april 1948 trouwde ze met Henry J. Bob. Ze scheidden op 12 december 1952.
- Op 8 september 1953 trouwde ze met Lex Barker. Ze scheidde van hem op 22 juli 1957 nadat Cheryl vertelde dat hij haar mishandelde.
- Haar zesde bruiloft was op 27 november 1960 met Fred May. Ze scheidden op 15 oktober 1962.
- Vervolgens trouwde ze op 22 juni 1965 met Robert Eaton. Ze scheidden op 1 april 1969.
- Haar laatste bruiloft was met Ronald Dante op 9 mei 1969. Hun huwelijk duurde tot 26 januari 1972.

## Filmografie
| - 1991:Thwarted - 1980:Witches' Brew - 1976:Bittersweet Love - 1974:Persecution - 1971:The Last of the Powerseekers - 1969:The Big Cube - 1966:Madame X - 1965:Love Has Many Faces - 1962:Who's Got the Action? - 1961:Bachelor in Paradise - 1961:By Love Possessed - 1960:Portrait in Black - 1959:Imitation of Life - 1958:Andy Hardy Comes Home - 1958:Another Time, Another Place - 1958:The Lady Takes a Flyer - 1957:Peyton Place - 1956:Diane - 1955:The Rains of Ranchipur - 1955:The Sea Chase - 1955:The Prodigal - 1954:Betrayed - 1954:Flame and the Flesh - 1953:Latin Lovers - 1952:The Bad and the Beautiful - 1952:The Merry Widow - 1951:Mr. Imperium - 1950:A Life of Her Own - 1948:The Three Musketeers | - 1948:Homecoming - 1947:Cass Timberlane - 1947:Green Dolphin Street - 1946:The Postman Always Rings Twice - 1945:Week-End at the Waldorf - 1945:Keep Your Powder Dry - 1944:Marriage Is a Private Affair - 1943:Du Barry Was a Lady - 1943:Slightly Dangerous - 1942:Somewhere I'll Find You - 1942:Johnny Eager - 1941:Honky Tonk - 1941:Dr. Jekyll and Mr. Hyde - 1941:Ziegfeld Girl - 1940:We Who Are Young - 1940:Two Girls on Broadway - 1939:Dancing Co-Ed - 1939:These Glamour Girls - 1939:Calling Dr. Kildare - 1938:Dramatic School - 1938:Rich Man, Poor Girl - 1938:Four's a Crowd - 1938:The Chaser - 1938:Love Finds Andy Hardy - 1938:The Adventures of Marco Polo - 1937:The Great Garrick - 1937:Topper - 1937:They Won't Forget |

- Bibsys: 90781987
- Biblioteca Nacional de España: XX1172951
- Bibliothèque nationale de France: cb125528319 (data)
- Catàleg d'autoritats de noms i títols de Catalunya: 981058524268506706
- CiNii: DA1678050X
- Gemeinsame Normdatei: 119306557
- International Standard Name Identifier: 0000 0001 1763 1157
- Library of Congress Control Number: n50050081
- National Archives and Records Administration: 10582965
- Nationale Bibliotheek van Tsjechië: xx0109842
- Nationale bibliotheek van Australië: 35158150
- Nationale Bibliotheek van Israël: 987007452552305171
- Nederlandse Thesaurus van Auteursnamen: 074026380
- LIBRIS: 401126
- SNAC: w64b56nd
- Système universitaire de documentation: 073922609
- Trove: 845846
- Virtual International Authority File: 51804802
- WorldCat: E39PBJhRDkhRr9mHtfbCGKhCQq